# 高锝酸铷
高锝酸铷是铷的高锝酸盐，化学式 RbTcO4。

## 制备
高锝酸铷可以由碳酸铷和高锝酸铵反应而成。
{\displaystyle {\ce {Rb2CO3 + 2 NH4TcO4 -> 2 RbTcO4 + (NH4)2CO3}}}

## 性质
高锝酸铷的晶体结构是四方晶系，空间群 I41/a，晶格参数 a = 576.2 pm 和c = 1354.3 pm。高锝酸根中，Tc–O键长为 172.3 pm，O–Tc–O键角为 108.34°。